# Erastriopis atrirena
Erastriopis atrirena är en fjärilsart som beskrevs av Joannis 1929. Erastriopis atrirena ingår i släktet Erastriopis och familjen nattflyn. Inga underarter finns listade i Catalogue of Life.